# VC Kalken

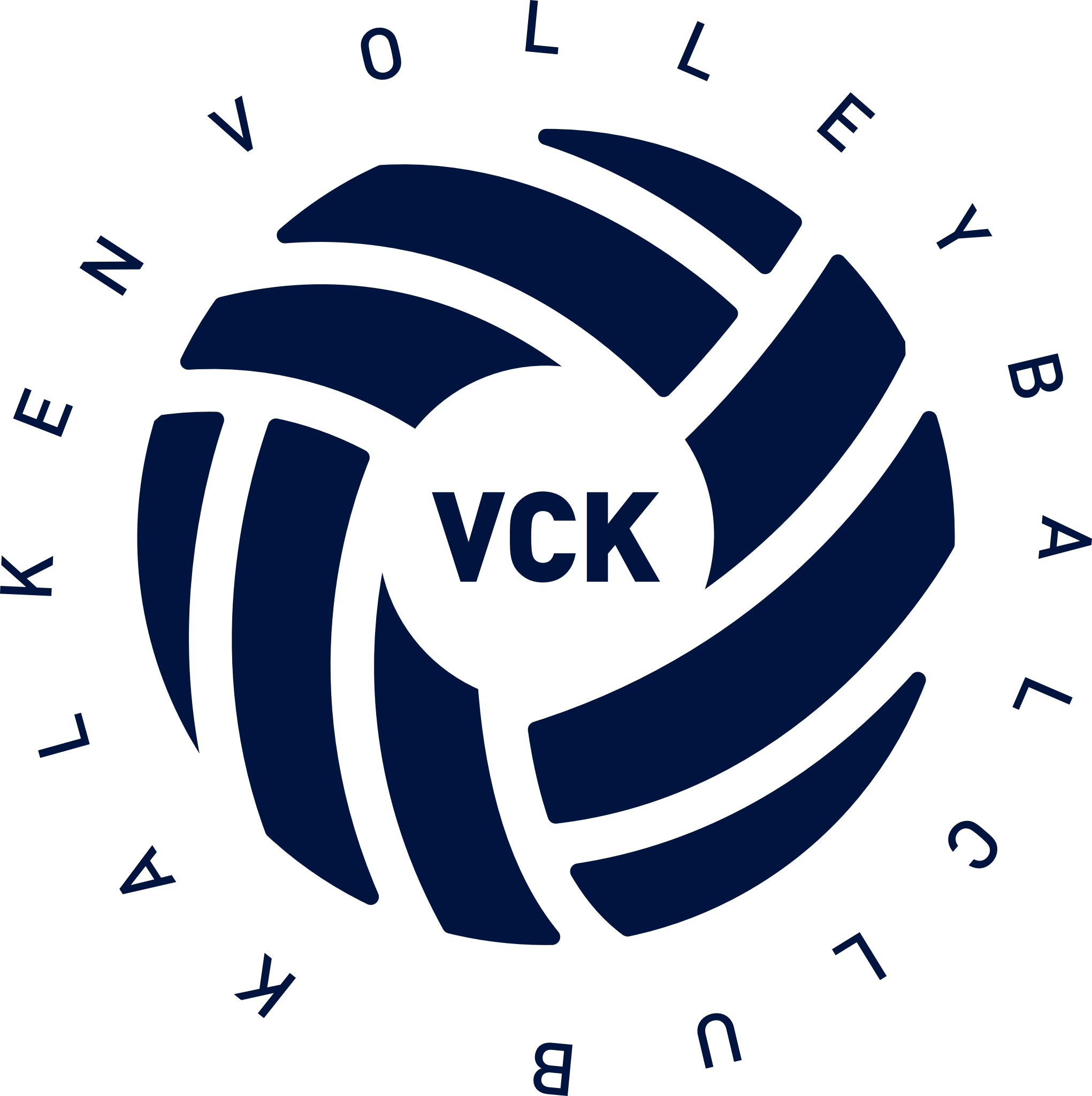
Logo VC Kalken

VC Kalken is een volleybalclub uit Kalken. In 2008 was deze club de grootste onafhankelijke (niet ontstaan uit een fusie) volleybalclub van Oost-Vlaanderen.

## Ploegen
In seizoen 2021-2022 treden volgende ploegen in competitie aan:

### Heren
- Heren Nationaal 3A
- Heren Promo 2
- Heren 1ste VOBOG
- Heren 3de VOBOG

### Dames
- Dames Promo 1
- Dames Promo 3B
- Dames Promo 4A
- Dames 1ste VOBOG

### Jeugd
- Volleybalschool
- Gemengd U11
- Meisjes U13 N2E A
- Meisjes U13 N2E B
- Jongens U13 N2B
- Meisjes U15 N1
- Meisjes U15 N2E
- Jongens U15 N2
- Meisjes U17 N2A
- Jongens U17 N1

## Sporthal
Alle thuiswedstrijden worden in de sporthal van Laarne gespeeld.

## Geschiedenis
- Voorjaar 1970
  - vanuit turnkring "Vrank & Vroom" wordt een volleybalterrein (tuin Werner De Gelder) aangelegd.
  - uit de zomerse volleybalonderonsjes wordt een volleybalploeg gedistilleerd.
- 1975 - 1976
  - aansluiting van VC Kalken bij het BVBV onder stamnummer 1464
  - we startten in 4e provinciale A en eindigden onmiddellijk op de 4e plaats
  - thuiswedstrijden gebeurden buiten op de gemeentelijke jongensschool
- 1976 - 1977
  - kampioen in het 2e levensjaar (met uitsluitend eigen spelers!)
- 1978 - 1979
  - supportersclub (met een 100-tal leden) werd gestart
  - voor het eerst getraind door een trainer van buitenaf : Hilaire Panis
  - 1ste Kalkens jeugdploeg : scholieren
  - als 2de gerangschikte naar 2e provinciale
- 1979 -1980
  - in 2de provinciale moest uitgeweken worden naar een zaal : Scheppersinstituut - Wetteren
- 1980 - 1981
  - door allerlei ernstige kwetsuren werd er voor een tweede maal op rij gedegradeerd
- 1981 - 1982
  - thuiswedstrijden werden in de Damvallei gespeeld
  - kampioen en promotie naar 3de provinciale
- 1984 - 1985
  - er wordt gestart met een ploeg in VOBOG competitie
  - 1ste kermiscafé in de mouterij
  - terug naar 2e provinciale
  - het damesvolleybal doet z'n intrede in Kalken
- 1985 - 1986
  - 1ste editie van het familie - en wijktornooi
- 1990 - 1991
  - we nemen onze intrek in de sporthal in Laarne
  - echte start van onze jeugdwerking (11, 12 en 13-jarigen)
  - Vobogploeg stijgt naar de 2de reeks
- 1992 - 1993
  - adoptie van damesploeg VOS Wetteren (met heel wat Kalkense speelsters)
  - oprichten van ploeg in 3de provinciale
  - Vobogploeg : kampioen en naar 1e reeks
- 1993 - 1994
  - heren eindigen 2de en promoveren naar 1e provinciale
- 1994 - 1995
  - 20 jaar volleybal Kalken
  - heren zakken naar 2e provinciale
- 1995 - 1996
  - promotie dames naar 1e provinciale
- 1996 - 1997
  - heren kampioen in 2e provinciale
  - VC Kalken heeft zijn eigen bier : UNKERZAK
- 1997 - 1998
  - opstarten volleybalschool
  - heren hebben lang meegedaan voor promotie naar divisie (testmatch tegen Wetteren en eindronde werden verloren)
  - 1ste 24-urentornooi
  - VC Kalken wordt een VZW
- 1999 - 2000
  - 25 jaar VC Kalken
  - dames 3de provinciale kampioen
  - heren en dames zakken naar 2de provinciale
- 2000 - 2001
  - dames spelen en verliezen de finale van de beker van Oost-Vlaanderen
  - dames promoveren naar 1ste provinciale
- 2001 - 2002
  - echte fusie van heren- en damesafdeling
- 2005 - 2006
  - dames worden tweede en gaan via de eindronde over naar 2de provinciale
- 2007 - 2008
  - 2 promoties: heren 2de stijgen naar 1ste provinciale, heren 3de provinciale naar 2de
- 2010-2011
  - heren A kampioen en promotie naar divisie
  - dames 2e provinciale stijgen naar eerste
- 2022-2023
  - 1 herenploeg in 3de nationale, 1 herenploeg in Promo 2 en 3 damesploegen: Promo 1, Promo 3 en Promo 4
  - 11 jeugdploegen